# Alet (rivière)
Pour les articles homonymes, voir Alet.
L'Alet est une rivière du Sud de la France qui prend sa source dans les Pyrénées dans le département de l'Ariège, dans l'ancienne région Midi-Pyrénées, donc dans la nouvelle région Occitanie. C'est un affluent droit du Salat, donc un sous-affluent de la Garonne.

## Géographie
De 19,6 km de longueur, l'Alet prend sa source dans le massif du Mont Valier, sur la commune d'Ustou, à 2 100 m d'altitude. Il rappelle aussi en partie haute le ruisseau des Cors, ou ruisseau de la Fillette.
Son bassin versant est essentiellement sur la commune d'Ustou..
Il se jette dans le Salat au lieu-dit Pont de la Taule, à trois kilomètres en amont de Seix, à 567 m d'altitude, et à la jonction des trois communes d'Ustou, Conflens et Seix. C'est un affluent du Salat en rive droite.

### Communes et cantons traversés
Dans le seul département de l'Ariège, l'Alet traverse les trois communes suivantes d'Ustou (source), Couflens, Seix (confluence).
Soit en termes de cantons, l'Alet prend source et conflue dans le seul canton du Couserans Est, dans l'arrondissement de Saint-Girons.

### Bassin versant
L'Alet traverse une seule zone hydrographique « L'Alet » (O031) de 91 km2 de superficie. Ce bassin versant est constitué à 90,76 % de « forêts et milieux semi-naturels », à 8,25 % de « territoires agricoles », à 0,20 % de « territoires artificialisés ».

## Affluents
La rivière Alet a dix-huit tronçons affluents référencés dont :
- le ruisseau de Turguilla (rd),
- le ruisseau de Gérac (rg),
- le ruisseau de Fraychet (rd),
- le ruisseau Ossèse ou l'Ossèse (rg[note 1]), 6,8 km sur la seule commune d'Ustou, avec neuf tronçons affluents et de rang de Strahler trois
- le ruisseau de Guzet (rd) 4,6 km
- le ruisseau de Latrape (rd), 4,1 km
- le ruisseau de Bielle (rg), 6,3 km
- le ruisseau de Lubac (rd),
- le ruisseau de Sarcenadot (rg),

### Rang de Strahler
Donc son rang de Strahler est de quatre par l'Ossèse.

## Hydrologie
L'Alet est une rivière très abondante mais irrégulière. Son régime est comparable aux autres cours d'eau du haut Couserans. 

### L'Alet à Ustou
Son débit a été observé durant 4 ans (entre 1913 et 1923), à Ustou, localité située au niveau de son confluent avec le Salat. La surface ainsi étudiée est de 57 km2, soit un peu moins des deux tiers de la totalité du bassin versant de la rivière.
Le module de la rivière à Ustou était de 2,90 m3/s dont 3,14 m3/s en 1914, 2,16 m3/s en 1921 et 3,09 m3/s en 1922.
L'Alet présente des fluctuations saisonnières de débit bien marquées et caractéristiques des cours d'eau de haute montagne. Les hautes eaux se déroulent à la fin du printemps, et se caractérisent par des débits mensuels moyens allant de 6,27 à 7,84 m3/s, en mai-juin (avec un maximum en mai) ; elles sont dues à la fonte des neiges. Au mois de juillet, le débit chute fortement ce qui mène rapidement à une longue période de basses eaux. Celles-ci ont lieu du mois d'août jusqu'au mois de mars suivant, entraînant une baisse du débit mensuel moyen atteignant un plancher de 0,95 m3/s au mois de décembre et 1,15 m3/s au mois de janvier. Cependant on constate durant cette longue période, un léger rebond en automne (octobre-novembre), lié aux pluies de saison. Mais ces chiffres ne sont que des moyennes et les fluctuations sont bien plus prononcées sur de courtes périodes ou selon les années.

### Crues
Les crues de l'Alet peuvent être importantes, proportionnellement bien sûr à la taille de son bassin versant. La série des QIX n'a jamais été calculée, étant donné la trop courte durée d'observation des débits.
Le débit journalier maximal enregistré à Ustou a été de 27,7 m3/s le 27 octobre 1914.

### Lame d'eau et débit spécifique
L'Alet est une rivière fort abondante. La lame d'eau écoulée dans son bassin versant est de 1 604 millimètres annuellement, ce qui vaut cinq fois la moyenne d'ensemble de la France (320 millimètres par an). C'est bien sûr aussi supérieur à la moyenne du bassin de la Garonne (384 millimètres par an), et du Salat (858 millimètres par an). Le débit spécifique (ou Qsp) atteint de ce fait le chiffre extrêmement élevé de 50,9 litres par seconde et par kilomètre carré de bassin.